# 정치 옥타곤
《이봉규의 정치 옥타곤》은 대한민국의 TV조선의 프로그램이다.

## 기획 의도
듣기에도 따분한 논평은 이제 그만!
심장이 쫄깃해지는 그들의 리그가 시작된다.

## MC 소개
- 이봉규

## 토요일 동시간대 경쟁 프로그램
- 우리 결혼 했어요, 무한도전 (MBC)
- 오 마이 베이비, 백종원의 3대 천왕 (SBS)
- 나눔의 행복, 기부, 동행, 이웃사이다 (KBS 1TV)
- 불후의 명곡: 전설을 노래하다 (KBS 2TV)
- 쾌도난마 (채널A)
- 장학퀴즈 (EBS 1TV)

## 일요일 동시간대 경쟁 프로그램
- 해피 선데이
  - 슈퍼맨이 돌아왔다
  - 1박 2일 (이상 KBS 2TV)
- 열린음악회, 도전! 골든벨 (KBS 1TV)
- 일밤
  - 미스터리 음악쇼: 복면가왕
  - 진짜 사나이 (이상 MBC)
- 일요일이 좋다
  - 판타스틱 듀오
  - 런닝맨 (이상 SBS)
- 채널A 뉴스 TOP 10 (채널A)